# 유빈
유빈(본명: 김유빈, 1988년 10월 4일 ~ )은 대한민국의 래퍼이다. 2007년 9월부터 과거 걸 그룹 원더걸스에 합류해 활동하였으며, 2017년 2월 그룹 해체 이후 솔로로서 역량을 보여주고 있다.

## 생애
유빈은 1988년 광주직할시(현 광주광역시)에서 1남 1녀 중 첫 째로 태어났고, 미국에서 약 2년 간 거주하기도 했다. 정암초등학교, 동아여자중학교, 안양예술고등학교를 졸업했으며, 명지대학교 영화뮤지컬학과에 휴학 중이다. 명지대학교 홍보대사로 위촉받기도 했다.
유빈은 소속사 굿EMG에서 약 2년 간 트레이닝을 받으며 MTV 프로그램 《Diary of 五小女(오소녀)》에 출연하기도 하였다. 그러나 2007년, 소속사의 재정 상황 악화로 인해 오소녀의 데뷔가 완전히 엎어졌고, 2007년 9월 JYP 엔터테인먼트로 이적해 원더걸스의 멤버로 합류하며 데뷔했다.
유빈은 원더걸스 활동 중에도 여러 가수의 곡에 랩 피쳐링을 하며 존재감을 드러냈으며, 2013년 OCN 드라마 《더 바이러스》에도 주연 이주영 역을 맡아 호평을 받았다. 또한, 2015년 《언프리티 랩스타 2》에 출연하여 '걸크러시'라는 수식어를 만들어내며 많은 여성 팬들을 확보했다.
유빈은 데뷔 약 11년 만에 2018년 6월 5일 디지털 싱글 《都市女子》를 발매하며 솔로로 데뷔했다. 기존 원더걸스가 보여주었던 복고를 바탕으로 본인만의 색깔을 더하여 독보적인 콘셉트를 보여줬다. 이후, 2018년 11월 27일 디지털 싱글 《#TUSM》을 연달아 발매하여 솔로 활동을 이어가고 있다.
2020년 1월에 JYP와 완전히 결별한 후, 르 엔터테인먼트라는 1인 기획사를 세웠다.

## 학력
- 2001년 정암초등학교 (졸업)
- 2004년 동아여자중학교 (졸업)
- 2007년 안양예술고등학교 연극영화과 (졸업)
- 명지대학교 영화뮤지컬학부 07학번 (휴학)

## 음반 목록
디지털 싱글
- 2018년 6월 5일 《都市女子》: 타이틀곡 [숙녀(淑女)]
- 2018년 11월 27일 《#TUSM》: 타이틀곡 [Thank U Soooo Much]
- 2019년 10월 30일 《Start of the End》: 타이틀곡 [무성영화]
- 2020년 5월 21일 《넵넵》: 타이틀곡 [넵넵]
- 2021년 1월 13일 《향수》: 타이틀곡 [향수]

참여
- 2007년 앤디 디지털 싱글 엉뚱한 상상 - 엉뚱한 상상
- 2008년 김범수 6집 Do You Know That?
- 2008년 이민우 4집 M Rizing Honey 꼬시기
- 2009년 천지 Time goes away - 약한 남자
- 2010년 JYP Nation This Christmas - This Christmas

뮤직비디오
- 2006년 신화 - Once In A Life Time
- 2008년 2PM - 10점 만점에 10점

## 음악외 활동

### 드라마, 예능
| 연도 | 제목                     | 역할       | 비고        |
| ---- | ------------------------ | ---------- | ----------- |
| 2007 | 《Diary of 五小女》      |            |             |
| 2008 | 《그 분이 오신다》       |            | 특별출연    |
| 2013 | 《더 바이러스》          | 이주영     |             |
| 2015 | 《언프리티 랩스타 2》    |            |             |
| 2016 | 《마이 리틀 텔레비전》   |            | 게스트      |
| 2019 | 《스테이지K》            |            | K-리더스    |
| 2019 | 《VIP》                  | 차세린     | 특별출연    |
| 2019 | 《초콜릿》               | 오정복     |             |
| 2020 | 《놓지마 정신줄》        | 특수요원역 | 특별출연    |
| 2021 | 《당신이 혹하는 사이》   |            | 고정출연    |
| 2021 | 《당신이 혹하는 사이 2》 |            | 고정출연    |
| 2021 | 《골 때리는 그녀들》     |            | fc탑걸 선수 |
| 2021 | 《우리 식구됐어요》      |            | 고정출연    |
| 2022 | 《당신이 혹하는 사이 3》 |            | 고정출연    |
| 2022 | 《H클럽》                |            | 진행        |
| 2022 | 《개나리학당》           |            | 게스트      |
| 2022 | 《씨름의여왕》           |            | 고정출연    |
| 2022 | 《연애는 직진》          |            | 게스트      |
| 2022 | 《두 번째 세계》         |            | 고정출연    |
| 2022 | 《선미의 SHOW 터뷰》     |            | 게스트      |
| 2022 | 연애는 직진              |            | 진행        |
| 2023 | 《배틀트립2》            |            | 게스트      |
| 2023 | 《노빠꾸 탁재훈》        |            | 진행        |
| 2024 | 《집대성》               |            | 게스트      |

### 방송
- 2022년 SBS 연애는 직진

### 영화
2011년
- 라스트 갓파더 - cameo 역

### 홍보 대사
- 2008년 5월 명지대학교 홍보대사